# Ostróg bramny „Wola Justowska”
Ostróg bramny „Wola Justowska” – część fortyfikacji Twierdzy Kraków powstała w latach 1907–1908, znajdująca się przy obecnej ul. Królowej Jadwigi 124 w  Krakowie (obszar Wola Justowska). Obiekt wpisany jest do Gminnej Ewidencji Zabytków miasta Krakowa.
Budowla pełniła rolę wartowni bramy „Wola Justowska” ustawionej w poprzek ulicy. Podstawową funkcją budynku było zabezpieczenie załogi broniącej przejścia przed ostrzałem wroga. Wewnątrz obiektu znajdowały się pomieszczenia dla załogi (osobne dla oficerów) i toaleta. W ścianach umieszczono otwory strzelnicze. Ostróg bramny wybudowany jest wapienia i cegły. Ściany zewnętrzne zabezpieczone były dodatkowo nasypem ziemnym pochłaniającym energię pocisków. Dach zamaskowany był trawą.
Budynkiem zarządza (stan na maj 2022) Zarząd Budynków Komunalnych w Krakowie.